# Ghani Yalouz
Abdelghani „Ghani” Yalouz (ur. 28 stycznia 1968 w Casablance) – francuski zapaśnik w stylu klasycznym. Trzykrotny olimpijczyk. Srebrny medalista z Atlanty 1996, piąty w Barcelonie 1992 i jedenasty w Sydney 2000. Startował w kategorii 68–69 kg.
Srebrny medal na mistrzostwach świata w 1989 i 1994. Brąz w 1993. Piąty w 1991 i 1999. Zdobył sześć medali na mistrzostwach Europy, złoto w 1992 i 1995. Złoty medal na igrzyskach śródziemnomorskich w 1991 i 1993 roku.